# Carlos Castillo Armas

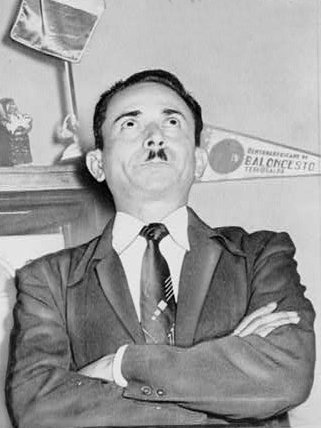

Carlos Castillo Armas, född 4 november 1914 i Santa Lucía Cotzumalguapa, död 26 juli 1957 i Guatemala City, var en guatemalansk överste och politiker. Han var president och diktator i Guatemala från 1954 tills han mördades 1957. 
Efter en misslyckad militärkupp mot den demokratiskt valde presidenten Juan José Arévalo 1950 gick Castillo i exil i Colombia, och därefter i Honduras. Där upprättade han kontakter med USA:s underrättelsetjänst CIA. Castillo fick i uppdrag att leda statskuppen i Guatemala 1954, som hos CIA gick under kodnamnet "Operation PBSuccess", mot den folkvalde presidenten Jacobo Arbenz Guzmán. En militärjunta med Castillo som president installerades kort efter att Arbenz avsatts, och fick 80 miljoner amerikanska dollar i ekonomiskt stöd av USA:s president Dwight D. Eisenhower.  
Som president avbröt Castillo de program för jordreform och sociala reformer som initierats under Arbenz, vilket gjorde att den jordbruksmark som omfördelats till Guatemalas småbönder åter tillföll landets storgodsägare. Castillos regim medförde även en ökning av politisk repression i landet, med omfattande förföljelser av och mord på fackligt aktiva samt kommunister och andra vänsterpolitiskt aktiva.
Castillo mördades av en soldat i presidentpalatset 1957. Han kom att bli den första av flera auktoritära och USA-stödda ledare i Guatemala under det kalla kriget, och hans politiska arv föregrep det mångåriga inbördeskriget i Guatemala. 